# Liste von Bergen in Angola
Dies ist eine Liste von Bergen in Angola:
| Höhe   | Name              | Region           | Koordinate           | Bemerkung        |
| ------ | ----------------- | ---------------- | -------------------- | ---------------- |
| 2620 m | Morro de Môco     | Provinz Huambo   | 12° 28′ S, 15° 11′ O | höchste Erhebung |
| 2554 m | Lupangue          | Provinz Benguela | 12° 13′ S, 14° 54′ O |                  |
| 2511 m | Monte Ungungi     | Provinz Huambo   | 12° 43′ S, 15° 21′ O |                  |
| 2494 m | Senha             |                  | 12° 13′ S, 14° 59′ O |                  |
| 2480 m | Monte Mbuindo     | Provinz Huambo   | 12° 40′ S, 15° 24′ O |                  |
| 2479 m | Vavele            | Cuanza Sul       | 11° 43′ S, 14° 55′ O |                  |
| 2478 m | Chalima           | Provinz Benguela | 12° 13′ S, 14° 58′ O |                  |
| 2451 m | Monte Catchimanha | Provinz Huambo   | 12° 46′ S, 15° 24′ O |                  |
| 2442 m | Monte Tchila      | Provinz Huambo   | 12° 42′ S, 15° 25′ O |                  |
| 2438 m | Monte Sacotiquite | Provinz Huambo   | 12° 43′ S, 15° 24′ O |                  |